# 丹尼尔·阿格
丹尼爾·蒙特·艾加（丹麥語：Daniel Munthe Agger，發音：[ˈtɛˀniəl ˈɑkɐ]；1984年12月12日—，出生於丹麥維茲奧勒），已退役的丹麥足球運動員，司職中堅，曾為丹麥國家足球隊及利物浦成員。

## 職業生涯

### 邦比
艾加早在12歲時已加盟了邦比的青年軍。2004年7月從青年軍升上一隊，随着瑞典後衛安德烈亚斯·雅各布松的離開，不但很快成為正選，更成為球隊贏得2005年丹麦聯賽冠軍一分子。在半個賽季後，艾加被丹麥職業足球員協會選為「年度大有可為的球員」。
經過1個球季後，艾加被征召入丹麦國家隊，于2005年6月2日1-0击败芬兰的比賽中出场。當時艾加已代表過丹麥U-21出賽10場射入3球，並參加了2006年3月的欧洲U-21锦标赛。

### 利物浦
2006年1月艾加以580萬英鎊轉會至了英超豪门利物浦，创造了丹麥球會歷來最貴身價球員轉會至英超的纪录，也是當時利物浦历史上价格最昂貴的後衛，不過此纪录現已被另一名中堅史基泰爾超越。
加盟時正值英超聯賽下半季，艾加受傷病影響，僅參加了四場聯賽。至2006－07年球季，艾加開始表現他的實力，於季前社區盾的比赛中出场，并击败切尔西贏得了冠軍。不久艾加在球會後防人员紧张的情况下，開始成為球會正選。2006年8月26日艾加在對韋斯咸的一場聯賽中，取得加盟以來首個入球，賽後利物浦領隊賓尼迪斯評論说對艾加的入球不感奇怪，因為他在訓練中也經常射入這类入球。這個入球被BBC選為每月金球，並成為利物浦全季最佳入球。
艾加於聯賽盃作客伯明翰時射入加盟後的第二球。他的第三個入球是一個头球，帮助利物浦於2007年3月31日以4-1大勝阿森纳。在2006-07歐洲聯賽冠軍盃的準決赛首回合，阿格因对阵切尔西的糟糕表现而受到指責，当时車路士前鋒杜奧巴成功突破艾加並助攻祖·高爾攻入致勝球。在準决赛的次回合，艾加接應謝拉特的自由球橫傳，在禁区前挫射得手，以进球回应了球迷對他的指責，并協助利物浦以1-0获胜，兩回合总成绩1-1战平車路士。後來利物浦以互射十二碼擊敗車路士晉身決賽，艾加亦有參加，可惜在决赛中以1-2不敵AC米蘭。
2007－08年球季，艾加已經巩固了他的正選位置，令老将希比亞淪為後備。但阿格卻於9月15日的國際賽事中跖骨受傷，令他缺陣了剩余的2007-08赛季，對利物浦的後防線有不小影响。由于艾加的長期缺陣，贝尼特斯决定於一月轉會市場購入斯洛伐克後衛史基泰爾以加强球队的防守。
艾加回到2008－09年球季的季前準備，並於7月12日對鄰近球隊燦美爾的熱身賽中上陣75分鐘。艾加在賽後表示：「我就像重新加盟利物浦一樣。」艾加在利物浦首場正式表賽對著標準列治時的歐聯第三圈外圍賽成為正選，最終賽和0-0。但在後來的比賽，艾加都未能上陣，在對曼聯的比賽甚至未能進入比賽陣容。這令到外界猜測艾加與主教練賓尼迪斯之間存有不快。可是，賓尼迪斯依然強調他與艾加沒有任何問題。
經過沒有比賽的一個月後，艾加在英格蘭聯賽盃對著克魯的比賽回到正選陣容，他上陣90分鐘，並以自由球入球協助利物浦以2-1勝出。
因為史基泰爾的受傷，艾加在對韋根的比賽成為正選，是他今季第一次在聯賽上陣。但是艾加卻要為第一個失球負上極大責任，薩基將連拿傳給艾加的球偷掉並一射入網。艾加在後來助攻古治追平比數將功補過，利物浦最後以3-2勝出。
2011/12年史基泰爾和丹尼尔·艾加組成的中堅組合成為英超頭三位的最強防線，失球數僅次於曼市雙雄。
2012年10月5日，艾加與利物浦達成續約協議由原本2014年夏季到期合約延長二年至2016年夏季。
隨著副隊長加歷查退役，艾加在2013年8月9日被正委任為副隊長。

### 重返邦比
2014年8月30日，利物浦證實艾加已經重新回到他以前的俱樂部邦比，轉會費為300萬英鎊。儘管有來自英格蘭和其他歐洲球隊報價，但阿格本人希望在一個較少的體力要求的聯賽比賽。
2016年6月9日，艾加宣布正式退役。

## 國家隊生涯
艾加於2005年6月2日作客芬蘭的友誼賽首度為國家隊披甲，球隊最終以1:0獲勝。
艾加是2010世界盃大軍的主力成員，在三場分組賽均打足全場。其在對喀麥隆的比賽表現優異，並獲選為該場賽事的最佳球員。
艾格曾是丹麥國家足球隊的隊長。

## 軼事
2021年1月，一名叫丹尼爾·阿格的男子因與2021年俄羅斯抗議事件有關而被捕，但涉案的不是丹麥人丹尼爾·阿格。
2009年俄羅斯人丹尼爾·阿格將他的名字改成了丹麥語。他的之前叫做德米特里·肯德爾。肯德爾為什麼改變他的名字並不為人所知，但是他可能一直是利物浦的粉絲。
丹麥前球員丹尼爾·阿格表示他在西班牙，在莫斯科的示威者非本人。

## 榮譽
邦比
冠軍
- 2004-05 丹麥盃
- 2004-05 丹麥足球超級聯賽

利物浦
冠軍
- 2006-07 英格蘭社區盾
- 2006-07 英格蘭足總盃
- 2011-12 英格蘭聯賽盃

亞軍
- 2006-07 歐洲聯賽冠軍盃

個人
- 2004, 2005年 丹麥球員協會 最佳新秀(22歲以下) [10]
- 2005年 丹麥最佳年青球員(21歲以下) [11]
- 2007, 2012年 丹麥足球先生

## 職業生涯統計

### 球會表現
更新日期：2013年2月5日 (二) 15:15 (UTC) 
| 球會         | 球季         | 丹超 | 丹超 | 丹麥盃 | 丹麥盃 | -      | -      | 歐洲賽 | 歐洲賽 | 其他 | 其他 | 總計 | 總計 |
| 球會         | 球季         | 出場 | 入球 | 出場   | 入球   | 出場   | 入球   | 出場   | 入球   | 出場 | 入球 | 出場 | 入球 |
| ------------ | ------------ | ---- | ---- | ------ | ------ | ------ | ------ | ------ | ------ | ---- | ---- | ---- | ---- |
| 邦比         | 2004-05      | 26   | 5    | 5      | 0      | -      | -      | 1      | 0      | 4    | 0    | 36   | 5    |
| 邦比         | 2005-06      | 8    | 0    | 0      | 0      | -      | -      | 5      | 0      | 0    | 0    | 13   | 0    |
| 邦比         | 總數         | 34   | 5    | 5      | 0      | -      | -      | 6      | 0      | 4    | 0    | 49   | 5    |
| 球會         | 球季         | 英超 | 英超 | 足總盃 | 足總盃 | 聯賽盃 | 聯賽盃 | 歐洲賽 | 歐洲賽 | 其他 | 其他 | 總計 | 總計 |
| 球會         | 球季         | 出場 | 入球 | 出場   | 入球   | 出場   | 入球   | 出場   | 入球   | 出場 | 入球 | 出場 | 入球 |
| 利物浦       | 2005-06      | 4    | 0    | 0      | 0      | 0      | 0      | 0      | 0      | 0    | 0    | 4    | 0    |
| 利物浦       | 2006-07      | 27   | 2    | 1      | 0      | 2      | 1      | 12     | 1      | 1    | 0    | 43   | 4    |
| 利物浦       | 2007-08      | 5    | 0    | 0      | 0      | 0      | 0      | 1      | 0      | -    | -    | 6    | 0    |
| 利物浦       | 2008-09      | 18   | 1    | 1      | 0      | 2      | 1      | 5      | 0      | -    | -    | 26   | 2    |
| 利物浦       | 2009-10      | 23   | 0    | 1      | 0      | 0      | 0      | 12     | 1      | -    | -    | 36   | 1    |
| 利物浦       | 2010-11      | 16   | 0    | 1      | 0      | 1      | 0      | 3      | 0      | -    | -    | 21   | 0    |
| 利物浦       | 2011-12      | 27   | 1    | 3      | 1      | 4      | 0      | 0      | 0      | -    | -    | 34   | 2    |
| 利物浦       | 2012-13      | 24   | 2    | 0      | 0      | 0      | 0      | 3      | 0      | -    | -    | 27   | 2    |
| 利物浦       | 總數         | 144  | 6    | 7      | 1      | 9      | 2      | 36     | 2      | 1    | 0    | 197  | 11   |
| 職業生涯總數 | 職業生涯總數 | 178  | 11   | 12     | 1      | 9      | 2      | 42     | 2      | 5    | 0    | 246  | 16   |

### 丹麥國家隊入球
| #  | 日期           | 場地             | 對手     | 入球 | 賽果 | 賽事                        |
| -- | -------------- | ---------------- | -------- | ---- | ---- | --------------------------- |
| 1  | 2005年9月7日   | 哥本哈根，丹麥   |          | 3-1  | 6-1  | 2006年世界盃歐洲區外圍賽    |
| 2  | 2007年6月2日   | 哥本哈根，丹麥   | 瑞典     | 1-3  | 0-3¹ | 2008年歐洲國家盃外圍賽      |
| 3  | 2008年10月11日 | 哥本哈根，丹麥   | 馬爾他   | 2-0  | 3-0  | 2010年世界盃歐洲區外圍賽    |
| 4  | 2011年2月9日   | 哥本哈根，丹麥   | 英格兰   | 1-0  | 1-2  | 友誼賽                      |
| 5  | 2011年11月15日 | 埃斯比約，丹麥   | 芬兰     | 1-1  | 2-1  | 友誼賽                      |
| 6  | 2012年6月2日   | 哥本哈根，丹麥   |          | 1-0  | 2-0  | 友誼賽                      |
| 7  | 2013年3月26日  | 哥本哈根，丹麥   | 保加利亚 | 1-1  | 1-1  | 2014年世界盃外圍賽 (歐洲區) |
| 8  | 2013年9月10日  | 葉里溫，亞美尼亞 | 亞美尼亞 | 1-0  | 1-0  | 2014年世界盃外圍賽 (歐洲區) |
| 9  | 2013年10月15日 | 哥本哈根，丹麥   | 馬爾他   | 2-0  | 6-0  | 2014年世界盃外圍賽 (歐洲區) |
| 10 | 2013年10月15日 | 哥本哈根，丹麥   | 馬爾他   | 4-0  | 6-0  | 2014年世界盃外圍賽 (歐洲區) |
| 11 | 2014年5月28日  | 哥本哈根，丹麥   | 瑞典     | 1-0  | 1-0  | 友誼賽                      |
| 12 | 2014年9月3日   | 歐登塞，丹麥     | 土耳其   | 1-0  | 1-2  | 友誼賽                      |

¹ 由於球迷騷亂，比賽終止，歐洲足協判定瑞典以3:0获胜，但艾加的入球仍被計算在内。

## 外部連結
- 丹麥國家隊官方網站 艾加個人檔案（页面存档备份，存于）
- 利物浦官方網站 艾加個人檔案
- ::AGGER STYLE::